# Настирна казка
Настирна казка — казка, в якій багаторазово повторюється той самий фрагмент тексту. Така казка схожа на ланцюг з великою кількістю ланок, що повторюються, кількість яких залежить тільки від волі виконавця або слухача. Ланки можуть скріплюватися за допомогою спеціальної фрази «чи не почати казку спочатку», після якої фрагмент повторюється знову і знову. У деяких із докучних казок оповідач ставить питання, на яке слухач обов'язково повинен дати відповідь, яка використовується для чергового повтору казочки. Сюжет казочки не розвивається, сполучне питання викликає у слухача лише подив і досаду.
За словами Андрія Синявського, докучні казки, як і небувальщини, є пародією на справжню чарівну казку. Різниця між ними полягає в тому, що в небувальщині «доведено до абсурду сам зміст казки з її тяжінням до чудового та надприродного»; настирна ж казка доводить до нісенітниці принцип зв'язаності і протяжності казки: «від казки залишається лише порожня форма: ланцюжок слів, згорнутий кільцем, розтягнутий у погану нескінченність»  .

## Відомі приклади

### Сів кіт
Сів кіт на колоду

Та й упав у воду

Кис-кис, мок-мок

Викис, вимок,

Виліз, висох

Знов сів на колоду

Та й упав у воду…